# Faction du contrôle

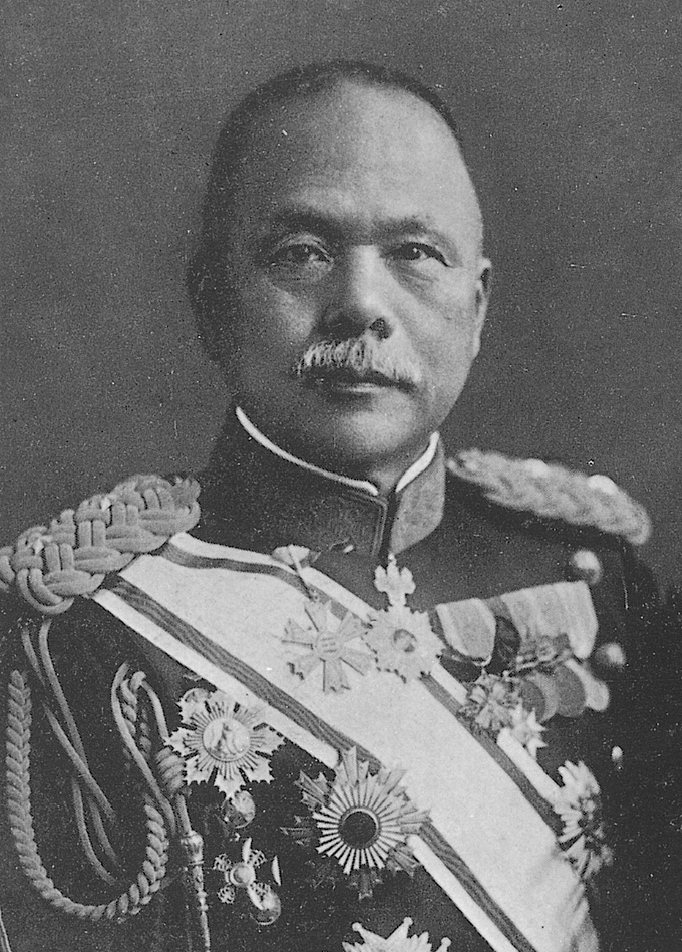
Le général Kazushige Ugaki, chef de la faction Tōseiha.

La faction du contrôle, ou Tōseiha (統制派, Tōseiha) était une faction politique de l'armée impériale japonaise active dans les années 1920 et 1930.
Mené par le général Kazushige Ugaki, assisté de Hajime Sugiyama, Kuniaki Koiso, Yoshijirō Umezu, Tetsuzan Nagata et Tojo Hideki, la Tōseiha était un groupe d'officiers unis par leur opposition à la faction Kōdōha menée par le général Sadao Araki. Le mot « Tōseiha » était un terme péjoratif inventé par (et seulement utilisé par) des membres et des sympathisants de la Kōdōha.
La Tōseiha a essayé de représenter politiquement les éléments conservateurs (modérés) de l'armée, par opposition à la Kōdōha, extrémiste et ultranationaliste. La Tōseiha était une coalition non-regionale, par opposition à la réintroduction d'Araki dans la politique régionale des promotions et des décisions politiques de l'armée. Beaucoup de membres étaient des diplômés prometteurs de l'école de l'État-Major et de l'académie militaire qui étaient préoccupés par l'emphase d'Araki dans l'élan de l'armée dans la modernisation et la mécanisation. Considérant que la Kōdōha était le principal soutien de la stratégie du hokushin-ron (attaque préventive contre l'Union soviétique), la Tōseiha a encouragé une expansion défensive plus prudente.
Le principe fondamental des deux factions était la croyance universelle que la défense nationale devait être renforcée en réformant la politique nationale. Les deux factions ont adopté quelques idées totalitaristes, fascistes, ont énoncé des philosophies politiques socialistes, et éprouvaient un important scepticisme pour le système des partis politiques et la démocratie représentative. Cependant, contrairement à l'approche extrême de la Kōdōha qui voulait provoquer une révolution (la restauration de Shōwa), la Tōseiha prévoyait qu'une future guerre serait une guerre totale, et exigerait la coopération de la bureaucratie et des zaibatsu pour maximiser la capacité industrielle et militaire du Japon.
Après l'incident de Mukden, les deux factions se sont combattues pour la domination de l'armée. Après la démission d'Araki en 1934, l'échec de l'incident du 26 février en 1936 et la purge des dirigeants militaires de la Kōdōha, la Tōseiha a beaucoup perdu de sa raison-d'être. Sous Hideki Tōjō et Akira Mutō, les deux factions ont fusionné dans le parti nationaliste de la faction de la voie impériale.